# Jacopo Sansovino
Jacopo Tatti detto il Sansovino (Firenze, 2 luglio 1486 – Venezia, 27 novembre 1570) è stato un architetto e scultore italiano.
Fu il Proto (architetto ufficiale) della Repubblica di Venezia dal 1529 fino alla morte.

## Biografia

### Firenze e Roma 1486-1527
Iniziò il suo apprendistato artistico nella bottega di Andrea Contucci, detto Il Sansovino, dal quale ereditò anche il soprannome, verso il 1506 a Roma, accompagnato da Giuliano da Sangallo; le sue prime opere autonome e autografe sono documentate solo a partire dal successivo rientro a Firenze, dal 1511 al 1518, mentre è assai probabile l'esecuzione da parte sua dell'ultima delle sculture (verso sinistra) nel coro di Santa Maria del Popolo, dove Andrea Sansovino stava lavorando ai 2 monumenti funebri di Ascanio Sforza e Girolamo della Rovere sotto la direzione di Donato Bramante. Per esempio il Bacco al Bargello, commissionato da Giovanni Bartolini, è di poco posteriore all'analogo Bacco di Michelangelo, però da questo si discosta volontariamente a causa della diversissima personalità dello scultore, con una differente impostazione espressiva più vicina all'arte classica. 
Seguono altre opere legate allo stile del suo maestro Andrea, come il San Jacopo Apostolo (1511, Duomo di Firenze) o il San Jacopo di Compostela (1518, chiesa di Santa Maria di Monserrato, Roma), seppur con qualche dettaglio che rivela di nuovo un'influenza michelangiolesca, come la torsione delle figure. Sempre a Firenze partecipò al concorso per la realizzazione del Mercato Nuovo, senza vincerlo. Migliore esito ebbe invece il concorso per la basilica di San Giovanni Battista dei Fiorentini a Roma, bandito da Leone X nel 1514, al quale parteciparono anche Raffaello, Antonio da Sangallo il Giovane e Baldassarre Peruzzi. Il suo progetto fu scelto ma, in seguito a difficoltà tecniche, egli abbandonò il cantiere poco dopo l'inizio, delegando Antonio da Sangallo.

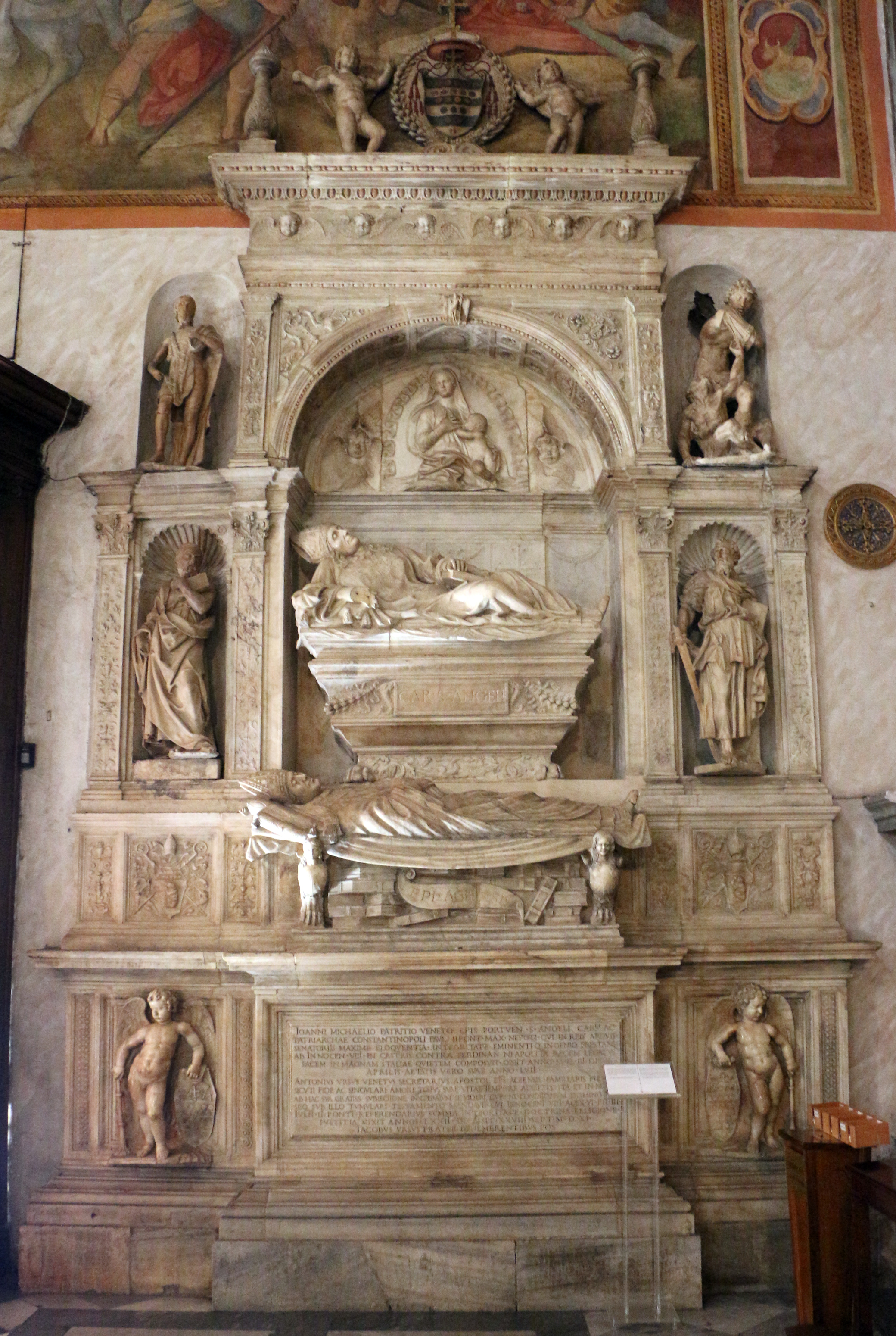
Roma - chiesa di San Marcello al Corso - Monumento funebre di Giovanni Michiel, cardinale di Sant'Angelo.

Nel 1515 partecipa al concorso per la facciata della basilica di San Lorenzo a Firenze, dove viene in contatto diretto con Michelangelo (che vinse il concorso anche se l'opera resta tutt'oggi incompiuta), dal quale attinse irrobustendo i volumi delle sue successive opere architettoniche, con maggiori effetti di chiaroscuro dati dal contrasto tra spazi pieni e vuoti.
Il suo secondo periodo romano (1516-1527) è caratterizzato da uno sviluppo del suo stile verso una maggiore grandiosità, come nella Madonna del Parto nella basilica di Sant'Agostino (1521), il Sant'Antonio oggi per San Petronio a Bologna e i monumenti funebri al Cardinale Sant'Angelo e a Antonio Urso nella chiesa di San Marcello al Corso, insieme con Andrea Sansovino, e quello al Cardinale Quignone in Santa Croce in Gerusalemme, indipendentemente. Come architetto ristrutturò le cappelle (e forse anche altri elementi architettonici) nella già citata San Marcello al Corso, che era stata distrutta da un incendio nel 1519 e venne terminata in gran parte nel 1527, e creò il Palazzo Lante, che segna la prima opera nella quale il suo stile, derivato dalla scansione degli spazi di Bramante, inizia ad essere evidente.

### Venezia 1527-1570

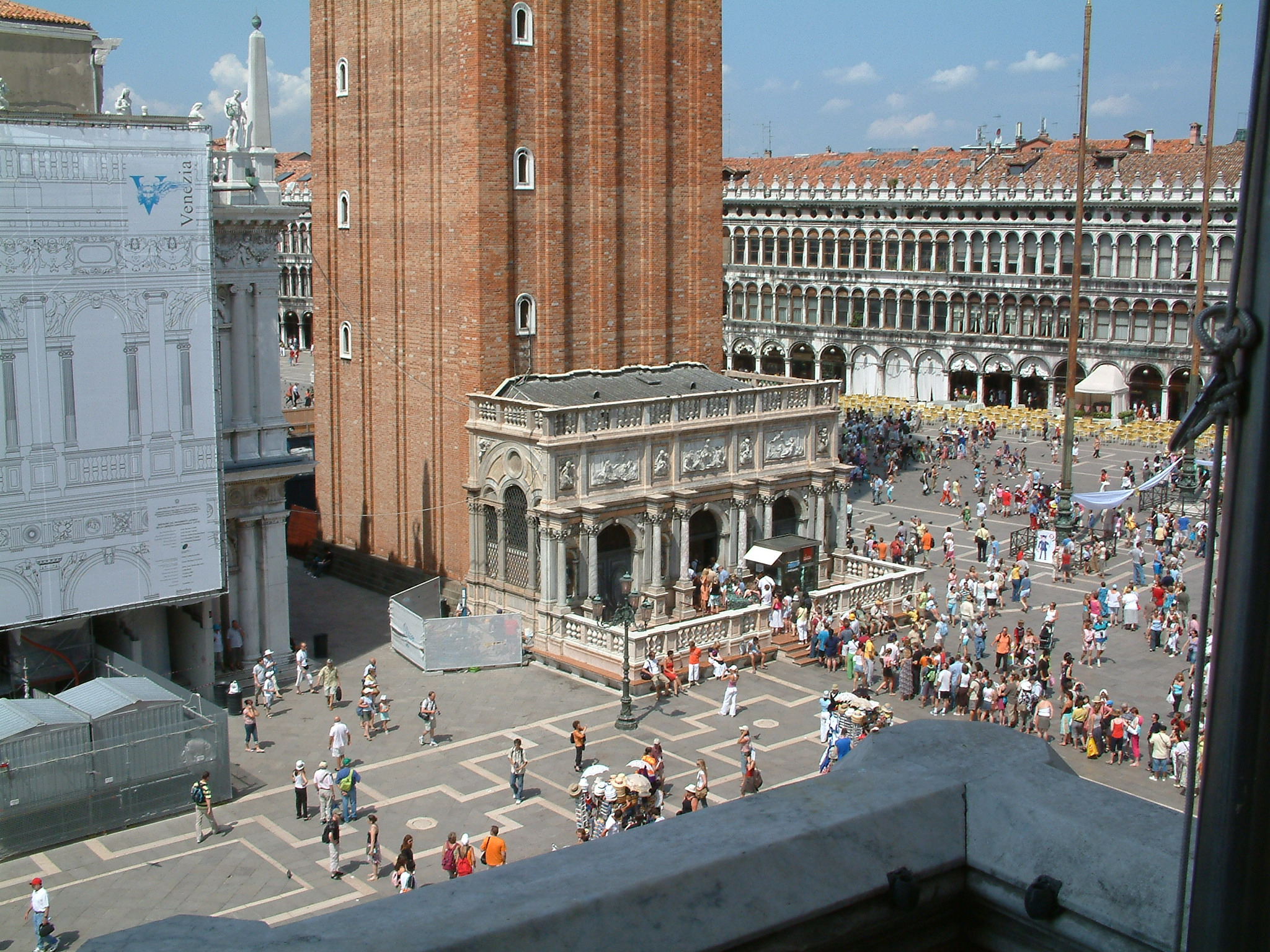
La loggetta del Campanile di San Marco, Venezia

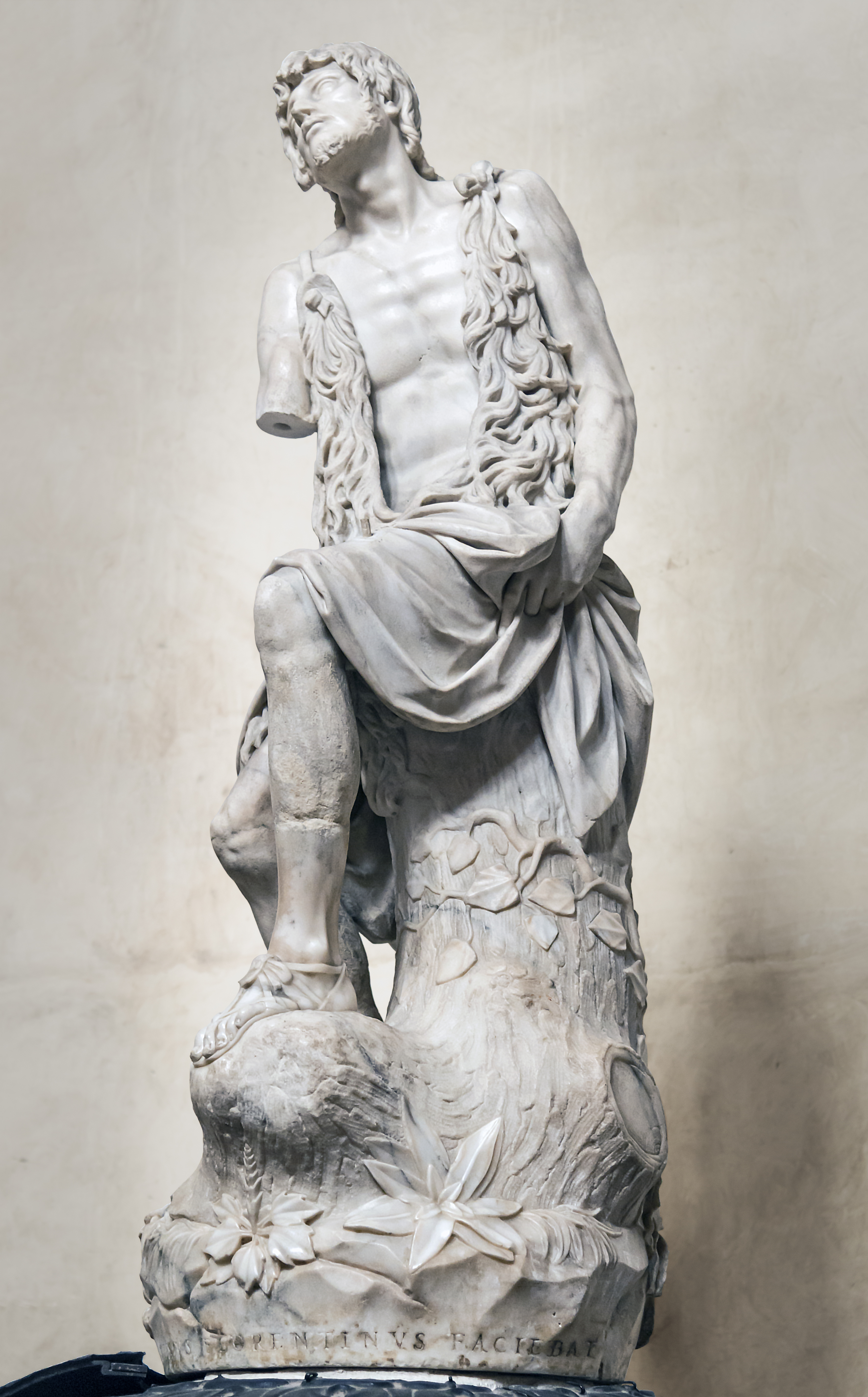
San Giovanni Battista Basilica di Santa Maria Gloriosa dei Frari, Venezia

Fuggì da Roma in seguito al Sacco del 1527, riparando a Venezia, dove avrebbe voluto solo transitare, diretto verso la Francia. Fu invece trattenuto in città dopo essere stato presentato al doge Andrea Gritti dal cardinal Grimani, ricevendo un'immediata commissione per il consolidamento delle cupole della basilica di San Marco. A Venezia si stabilì poi in via definitiva e lasciò la città lagunare solo per un viaggio nella sua città natale, nel 1540. Qui lavorò come scultore e, soprattutto, come architetto, spesso ospitando suoi concittadini (quali l'Ammannati, il Vasari, Francesco Salviati) che portarono ventate di novità centro-italiane in Laguna.  
Come premessa all'architettura del Sansovino, si deve ricordare che la città di Venezia, grazie alla sua particolare politica e alla sua posizione geografica, presentava delle caratteristiche degli edifici diverse rispetto alle altre grandi città dell'epoca. Il sorgere dei palazzi non era, infatti, influenzato da strutture belliche, come bastioni o fortezze, cosicché permetteva agli artisti di lavorare alla realizzazione o alla costruzione di edifici elaborando con maggior libertà l'aspetto estetico.
Fu il primo architetto nella città dei canali ad introdurre lo stile monumentale del Rinascimento maturo, sebbene adattato alle caratteristiche architettoniche della città, fino ad allora dominata dallo stile ornato e minuzioso di Codussi e dei Lombardo. Partecipò probabilmente alla soprelevazione delle Procuratie Vecchie, nella fase conclusiva dei lavori, e da questo intervento prese forma il progetto di ristrutturazione di piazza San Marco, comprendente l'edificazione della Libreria Marciana (fino al 1546), della Loggetta del Campanile (1537-1540) – per la quale scolpì anche i rilievi e le statue nelle nicchie. Alla sua probabile concezione di riorganizzazione della piazza si devono le Procuratie nuove costruite Vincenzo Scamozzi (ma finite Baldassare Longhena). Sansovino fu nominato Proto della Repubblica, cioè architetto ufficiale, nel 1529, prestigiosa carica che mantenne fino alla morte.
All'epoca della ristrutturazione della piazza, il Sansovino era stato anche autore della chiesa di San Geminiano, capolavoro distrutto per volontà di Napoleone, che vi fece costruire l'attuale Ala Napoleonica. Un'altra opera distrutta in seguito alle soppressioni napoleoniche è la chiesa di Santo Spirito sull'isola omonima della Laguna, della quale oggi rimangono solo parti dei muri perimetrali.
Altre opere veneziane sono l'incompiuta scuola grande della Misericordia, la Zecca (1536-1540), il palazzo Corner sul Canal Grande (dal 1537), la chiesa di San Francesco alla Vigna (1534, poi completata dal Palladio), alcuni rilievi bronzei per il coro della Basilica di San Marco (1538), nella chiesa di San Salvador il Monumento al doge Francesco Venier (1556-1561), la chiesa di San Martino (1540), l'altare dell'Assunzione della Vergine di Tiziano nella cappella Cartolari-Nichesola all'interno del Duomo di Verona (1543), la Scala d'oro nel Palazzo Ducale (1554).

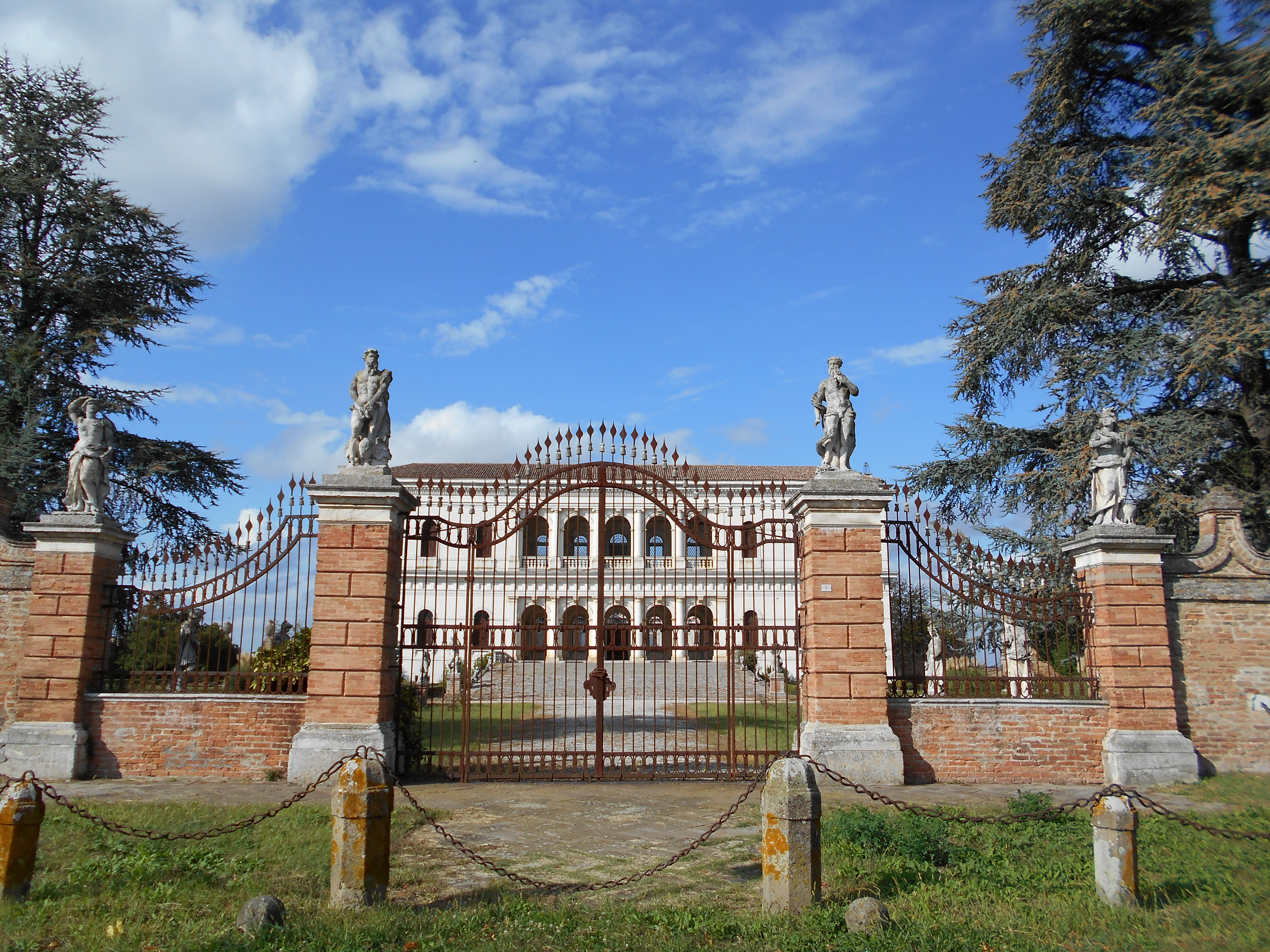
Villa Garzoni, Pontecasale, Candiana

In terraferma un'opera di notevole importanza è Villa Garzoni a Pontecasale di Candiana, nella bassa padovana.
Per quanto riguarda la sua attività di scultore a Venezia, numerose furono le commissioni per marmi e bronzi, come la Madonna con Bambino per l'Arsenale di Venezia (1534), il Miracolo del fanciullo Parrasio e la Guarigione della giovane Carilla per la basilica di Sant'Antonio da Padova (1535-36), le sculture, la cancellata del presbiterio e la porta bronzea della sacrestia di San Marco (1537-1546), il Battista per la chiesa dei Frari (1540-1550).
Grazie all'amicizia con Pietro Aretino e Tiziano, fu ammesso al patriziato veneziano. Alla sua morte, fu celebrato come uno dei più notevoli e influenti architetti della Repubblica. Gli succedette nella carica di proto Andrea Palladio, che inoltre nel 1549 realizzò, su progetto di Sansovino, la copertura superiore di palazzo della Loggia a Brescia.
Le sue ceneri sono ora conservate nel battistero della basilica di San Marco. Suo figlio, Francesco Sansovino, fu un importante letterato e critico d'arte. Sua figlia, Alessandra Tatti, sposò in Firenze Chimenti da Empoli e, da tale unione, nacque il pittore Jacopo di Chimenti da Empoli, detto anche l'Empoli.